# آزمایشگاه ملی گالوستون
آزمایشگاه ملی گالوستون (انگلیسی: Galveston National Laboratory) (GNL)، یک مؤسسه تحقیقاتی پزشکی فوق‌امنیتی واقع در گالوستون، تگزاس، ایالات متحده آمریکا است که توسط شاخه پزشکی دانشگاه تگزاس و به منظور تشخیص و تحقیق در زمینه بیماری‌های ناشناخته در فوریه ۲۰۰۸ راه‌اندازی شده‌است.